# Bent (Nuovo Messico)
Bent è un census-designated place (CDP) degli Stati Uniti d'America della contea di Otero nello Stato del Nuovo Messico. La popolazione era di 119 abitanti al censimento del 2010. Bent ha un ufficio postale con ZIP code 88314. La U.S. Route 70 passa attraverso la comunità.

## Geografia fisica
Secondo lo United States Census Bureau, il CDP ha una superficie totale di 15,89 km², dei quali 15,88 km² di territorio e 0,01 km² di acque interne (0,05% del totale).

## Storia
Un ufficio postale chiamato Bent è in funzione dal 1906. La comunità prende il nome da George Bent, un uomo d'affari nel settore minerario locale.

## Società

### Evoluzione demografica
Secondo il censimento del 2010, la popolazione era di 119 abitanti.

### Etnie e minoranze straniere
Secondo il censimento del 2010, la composizione etnica del CDP era formata dal 76,47% di bianchi, lo 0% di afroamericani, il 5,04% di nativi americani, lo 0% di asiatici, lo 0% di oceanici, il 13,45% di altre razze, e il 5,04% di due o più etnie. Ispanici o latinos di qualunque razza erano il 34,45% della popolazione.